# Euphorbia fruticosa

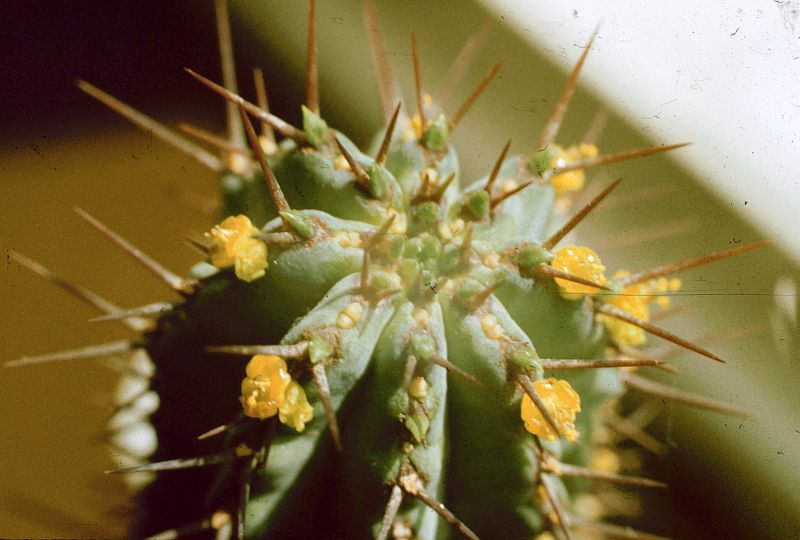

Euphorbia fruticosa es una especie fanerógama perteneciente a la familia de las euforbiáceas. Es endémica de Yemen.

## Descripción
Es una planta suculenta  leñosa, como arbusto, las ramas en la base para formar un cojín espinoso con muchas espinas. Tallos en columnas de hasta 9 cm de diámetro y 50-70 cm de alto, de color azul-verde o amarillo-verde, estriado. Con 10 a 13 costillas verticales o ligeramente torcidas con  dientes. Hojas pequeñas, de corta duración, obovadas, con espinas. Las flores monoicas y vistosas de color amarillo brillante con ciatios de 2-3 cimas bifurcadas, agrupadas en umbelas de 2 a 5 rayos. Crecen numerosos en los bordes de las costillas cerca del ápice de las plantas.  Semillas subglobosas, 2,5 mm de diámetro.

## Taxonomía
Euphorbia fruticosa fue descrita por Peter Forsskål y publicado en Flora Aegyptiaco-Arabica 94. 1775.
Etimología
Euphorbia: nombre genérico que deriva del médico griego del rey Juba II de Mauritania (52 a 50 a. C. - 23), Euphorbus, en su honor – o en alusión a su gran vientre –  ya que usaba médicamente Euphorbia resinifera. En 1753 Carlos Linneo asignó el nombre a todo el género.
fruticosa: epíteto latino que significa "arbustiva".